# Kreszta Traján
Kreszta Traján (románul Traian Cresta, Battonya, 1947. október 10.) magyarországi román vállalkozó, közéleti személyiség, politikus. 1999 és 2014 között a Magyarországi Románok Országos Önkormányzata elnöke, 2002 és 2014 között Battonya alpolgármestere. 2014-től az Országgyűlés első román nemzetiségi szószólója.

## Életpályája
Vegyes házasságban született: apja román, anyja bolgár volt. Általános iskolai tanulmányait a battonyai román nemzetiségi iskolában végezte, majd a gyulai román gimnáziumban tanult tovább, ahol 1966-ban érettségizett. 1969-ben az IBUSZ-nál kezdett el dolgozni, ahol 1989-ig volt. Ekkor saját kereskedelmi és áruforgalmi vállalkozásba kezdett. Eközben a szegedi Juhász Gyula Tanárképző Főiskola román szakára járt, ahol általános iskolai tanári diplomát szerzett 1980-ban. A rendszerváltás után bekapcsolódott Battonya közéletébe, 1990-ben bekerült a battonyai képviselő-testületbe. 1994-ben független román kisebbségi jelöltként ismét mandátumot szerzett. 1998-ban nem indult, de 2002-ben ismét visszakerült a testületbe. A 2006-os önkormányzati választáson immár a Magyar Szocialista Párt jelöltjeként jutott be, négy évvel később pedig függetlenként. 2002-ben a település alpolgármesterévé választották, tisztségében 2006-ban és 2010-ben is megerősítették. Emellett 2002 és 2010 között a Békés Megyei Közgyűlés tagja volt a Magyar Szocialista Párt jelöltjeként.
Aktív résztvevője a magyarországi román közéletnek, 1995-ben bekerült a Magyarországi Románok Országos Önkormányzata elnökségébe, majd 1999-ben az önkormányzat elnöke lett, 2003-ban, 2007-ben és 2011-ben újraválasztották tisztségébe. Emellett alakulásától 2014-ig a battonyai román önkormányzatnak is tagja volt. A 2014-es országgyűlési választáson a román nemzetiségi lista vezetője volt. Mivel a lista nem szerzett kedvezményes mandátumot, így Kreszta lett az Országgyűlés első román nemzetiségi szószólója. Emiatt lemondott önkormányzati tisztségeiről. A 2018-as országgyűlési választáson ismét a román nemzetiségi lista élére választották.
2017-ben a nemzetiségekért díjjal tüntették ki.